# 克里沃博科韋
48°3′7″N 36°22′26″E / 48.05194°N 36.37389°E
克里沃博科韋（烏克蘭語：Кривобокове），是烏克蘭的村落，位於該國中部第聶伯羅彼得羅夫斯克州，由波克羅夫西克區負責管轄，距離馬亞克和基里奇科韋1公里，海拔高度169米，2001年人口82。